# Компютърна сигурност
Компютърна сигурност е клон на информационната сигурност с приложение в компютрите и компютърните мрежи. Основна цел на компютърната сигурност е защита на информацията и хардуера от кражба и повреждане.
Терминът сигурност на компютърната система обхваща процесите и механизмите, чрез които важната и чувствителна информация бива защитавана от неправомерен достъп, изменение или унищожаване, което би могло да бъде следствие, както от действията на лица с неудостоверен произход, така и вследствие на случайни събития. Сравнени с останалите компютърни технологии, стратегиите и методите, които се използват в сферата на компютърната сигурност са твърде различни, главно заради особения характер на дейността – предотвратяване на нежелано компютърно действие, вместо осигуряване на точно определен, желан начин на действие на системата.

## Уязвимости и атаки
Уязвимостта е податливост или недостатък на системата. Уязвимост съществува, когато съществува най-малко едно работещо нападение или експлойт.
За да се подсигури една компютърна система, е важно да се разберат атаките, които могат да се направят срещу нея. Тези заплахи могат да се класифицират в една от следните основни категории.

### „Задни врати“
„Задна врата“ в компютърните системи, е всяка криптосистема или алгоритъм, които тайно заобикалят нормалните контроли за проверка на автентичността или сигурността. Те могат да съществуват поради различни причини. Те могат да бъдат добавени от оторизираната страна, с цел да позволи законен достъп или от нападател за злонамерени причини, но независимо от мотивите за тяхното съществуване, те са предпоставка за уязвимост.

### „Denial-of-service“ атаки
DoS атаките са проектирани да направят една машина или мрежов ресурс недостъпни за потребителите. Нападателите могат да спрат обслужването на отделни жертви, като например чрез умишлено въвеждане на грешна парола достатъчно последователни пъти предизвикващо блокиране на жертвата, или те могат да пренатоварят една машина или мрежа и да блокират всички потребители едновременно. Докато мрежовата атака от един IP адрес може да бъде блокирана чрез добавяне на ново правило в защитната стена, много форми на „Distributed denial of service“(DDoS) атаки са възможни, когато атаката идва от голям брой точки. Подобни атаки могат да произхождат от зомби компютрите на „Botnet“, но и редица други техники са възможни.

### Атаки с директен достъп
Неоторизиран потребител, който получава физически достъп до компютър, често е в състояние да изтегли директно данни от него. Той може да компрометира сигурността, като направи оперативни промени в системата, инсталира софтуерни червеи, кийлогъри, или устройства за прикрито слушане. Дори когато системата е защитена със стандартни мерки за сигурност, той може да стартира друга операционна система или инструмент от CD-ROM или други стартиращи медии. За предотвратяване на тези атаки са предназначени Disk криптиране и Trusted Platform Module.

### Подслушване
Подслушването е акт на тайно слушане на частен разговор, обикновено между хостове в една мрежа. Например, програми като Carnivore и NarusInsight се използват от ФБР и Агенцията за национална сигурност за подслушване на системите на доставчиците на интернет услуги. Дори машини, които работят като една затворена система (т.е., без контакт с външния свят) могат да се подслушват чрез мониторинг на електромагнитните полета, генерирани от хардуера; TEMPEST е спецификация от НОБ, отнасящи се до тези атаки.

### Други
„Spoofing“
„Spoofing“ е техника, при която един човек или програма успешно се представя за друг чрез фалшифициране на данни.
„Нарушаване на целостта“
Зловредна модификация на продукти. Така наречените „Evil Maid“ атаки и охранителни услуги за наблюдение в рутери са пример за тях.
„Ескалация на привилегии“
Ескалацията на привилегии описва ситуация, в която един хакер с някакво ниво на ограничен достъп е в състояние да, издигне своите привилегии или ниво на достъп, без разрешение. Така например стандартен потребителски компютър може да бъде в състояние да заблуди системата, което дава достъп до ограничени данни или дори до пълен неограничен достъп до системата.

### Фишинг
Фишинг е опитът да се придобие чувствителна информация като потребителски имена, пароли и информация за кредитни карти директно от потребителите. Фишингът обикновено се осъществява чрез имейл фишинг или мигновени съобщения, и то често насочва потребителите към въвеждане на данните в един фалшив уебсайт, чийто външен вид и усещане са почти идентичен с истинския.

### „Clickjacking“
Clickjacking е злонамерена техника, при която един нападател лъже-потребителя прихваща натискане на бутон или връзка към друга уеб страница и го пренасочва. Това се прави с помощта на множество прозрачни или непрозрачни слоеве. Нападателят основно „отвлича“ кликванията, предназначени за страницата на най-високо ниво и маршрута им към някоя друга страница, най-вероятно притежавана от някой друг. Внимателното изготвяне е комбинация от стилове, вградени рамки, бутони и текстови полета, потребителят може да бъде накаран да вярва, че въвежда парола или друга информация в някоя автентични уеб страница, докато тя се насочва към една невидима рамка контролирана от нападателя.

## Системи, които са обект на хакерски атаки

### Финансови системи
Уеб сайтове, които приемат номера на кредитни карти и банкови сметки са видни цели за хакерските атаки, поради възможността за незабавна финансова печалба от прехвърляне на пари, извършване на покупки, или продажба на информацията на черния пазар.

### Индустриално оборудване
Компютри контролират функциите на много помощни програми, включително координация на телекомуникациите, електрическата мрежа, атомните електроцентрали, както и отваряне на вентила и затваряне на водни и газови мрежи. Интернет е потенциален вектор на атака за такива машини, ако те са свързани към него, но червея Stuxnet показа, че дори и оборудване, контролирано от компютър, който не е свързан към интернет може да бъде уязвим. През 2014 г. екип за спешна компютърна защита, подразделение на Министерството на вътрешната сигурност, разследваха 79 хакерски инцидента в енергийните дружества.

### Авиация
Авиационната индустрия е много зависима от серия от сложни системи, които могат да бъдат атакувани. А просто прекъсване на захранването на едно летище може да предизвика отзвук в целия свят, голяма част системите разчитат на радио предавания, които биха могли да бъдат прекъснати, и контролирането. За самолети над океаните би било особено опасно, защото радарното наблюдение се простира само 175 до 225 мили в открито море. Има и потенциал за атака в рамките на въздухоплавателните средства. Последиците от успешна атака варират от загуба на поверителност до загуба на целостта на системата, което може да доведе до по-сериозни проблеми, като например прекъсвания на, мрежовия и въздушен трафик контрол, което от своя страна може да доведе до затваряне на летища, загуба на въздухоплавателни средства, загуба на живота на пътници, вреди на земята и транспортната инфраструктура. Една успешна атака върху военната авиационна система, която контролира боеприпаси може да има още по-сериозни последствия.

### Потребителски устройства
Настолните компютри и лаптопите са често заразени със злонамерен софтуер с цел да събират пароли, информация по финансови сметки, или за изграждане на ботнет, за да атакува други мишени. Смарт телефони, таблетни компютри, смарт часовници и други мобилни устройства, също са станали цели и много от тях имат сензори, като например камери, микрофони, GPS приемници, компаси, и акселерометри, които биха могли да се използват, за събиране на лична информация, включително чувствителна здравна информация. WIFI, Bluetooth и клетъчните телефонни мрежи, могат да бъдат използвани като вектори за атака. Домашните средства за автоматизация като Nest термостата също са потенциални мишени

### Големи корпорации
Големите корпорации са честа цел. В много случаи това е насочено към финансова изгода чрез кражба на самоличност и включва нарушения с данни, като например загубата на милиони данни за кредитни карти на клиенти от Home Depot, Staples и Target Corporation. Не всички атаки са финансово мотивирани обаче, например фирмата за сигурност HBGary Federal претърпя сериозна серия от атаки през 2011 г. от hacktivist ПУП Anonymous. Sony Pictures са били нападнати през 2014 г.

### Автомобили
Ако е осъществен достъп до вътрешната (още локалната) шина на автомобила е възможно да бъдат изключени спирачките или завъртян волана. Компютъризираното управление на отделни агрегати на двигателя, круиз контрола, антиблокиращите спирачки, обтегачите на предпазните колани, бравите за врати, въздушните възглавници и съвременните системи за подпомагане на водача или даже самостоятелното шофиране на коли, правят възможни тези намеси и дори отиват още по-далеч. Съвременните автомобили вече използват WiFi и Bluetooth, за да комуникират с портативните устройства на потребителите, както и мобилната телефонна мрежа – за да се свързват с портиер или спешна помощ услуги или да получат навигационна или развлекателна информация. Всяка една от тези мрежи е потенциална входна точка за зловреден софтуер или хакерска атака. Изследователи през 2011 г. са били в състояние дори да използват злонамерен компакт диск в стерео системата на автомобила като успешен вектор за атака. Автомобилите с вградено разпознаване на глас или функции за отдалечена помощ на борда са снабдени с микрофони, които биха могли да бъдат използвани за подслушване.
В доклад от 2015 американският сенатор Едуард Марки критикува мерките за сигурност на производителите като неадекватни, а също така подчерта, че информацията за маниера на шофиране, местоположението на автомобила и диагностичните данни на двигателя и ходовата част на автомобила могат лесно да бъдат събирани, което представлява голям риск от злоупотреба от страна както на производителите, така и на хакерите.

### Правителство
Правителството и военните компютърни системи са често атакувани от активисти, както и чужди сили. Местните и регионални власти трафик контрола, полиция, разузнавателни, записи на персонала и финансови системи също са потенциални цели, тъй като те са вече до голяма степен компютризирани.

## Щети от пробиви в сигурността
Сериозни финансови щети са били причинени от нарушения на сигурността, но тъй като не съществува стандартен модел за изчисляване на щетите при инцидент, единствените данни са тези, публикувани от пострадалите организации. Няколко консултантски компютърни фирми за сигурност правят оценки за общите загуби в световен мащаб, нанесени от вируси, червеи и враждебни цифрови актове по принцип. Оценките за загубите през 2003 г. варират от $ 13 милиарда (само от червеи и вируси) до $ 226 милиарда (за всички форми на прикрити атаки). Въпреки това, разумните оценки на финансовите разходи за нарушенията на сигурността, може действително да помогнат на организациите да направят рационални инвестиционни решения.

## Мотиви за атака
Както и при физическата сигурност, мотивациите за нарушения на компютърната сигурност, варират между нападателите. Някои от тях са търсачи на силни усещания или вандали, други са активисти или престъпници търсещи финансова изгода. Държавно-спонсорираните нападателите са често срещани и добре снабдени с информация, но в началото е имало аматьори като Markus Hess които хакнал КГБ.
Стандартна част от модела за заплахи за всяка конкретна система е да се определи какво може да мотивира атака срещу тази система, и кои биха могли да бъдат мотивирани да го направят. Нивото и детайлността на предпазните мерки, варира в зависимост от системата. Домашен персонален компютър, банкови и секретни военни мрежи всички се сблъскват с много различни заплахи, дори когато свързаните с тях технологии, които се използват, са сходни.

## Компютърна защита (контрамерки)
В компютърната сигурност контрамярката е действие, устройство, процедура, или техника, която намалява заплахата и уязвимостта. Някои общи мерки за противодействие са изброени в следните раздели:

### Мерки за сигурност
Състояние на компютърна „сигурност“ е концептуално идеална, постигната чрез използването на трите процеса: превенция, разкриване и реакция. Тези процеси се основават на различни политики и системни компоненти, които включват следното:
- Потребителския достъп до акаунт и криптографията могат да защитят системите за файлове и данни.
- Защитните стени за сега са от най-честите системи за превенция от гледна точка на сигурността на мрежата, тъй като те могат (ако правилно са конфигурирани) да предпазят достъпа до вътрешните мрежови услуги, както и да блокират някои видове атаки чрез филтриране на пакети. Защитните стени могат да бъдат както хардуерни така и на софтуерна основа.
- Системите за откриване на проникване (IDS) са предназначени за откриване на мрежови атаки.
- „Отговорът“ е задължително определен от оценените изисквания за сигурност за индивидуална система и може да покрива диапазона от прост ъпгрейд на защитата, уведомяване на правните органи, контра-атаки, и други подобни. В някои специални случаи, Пълното унищожаване на компрометираната система е предпочитано, тъй като това може да се стане така, че не се откриват всички компрометирани ресурси.

Днес, компютърната сигурност се състои главно от „превантивни“ мерки, като защитните стени. Защитната стена може да се определи като начин на филтриране на мрежови данни между хост или мрежа и друга мрежа, като например интернет, и може да се прилага като софтуер на устройството, закачайки се към стека на мрежата, за да осигурят филтриране в реално време и блокиране. Друго изпълнение е така наречената физическа защитна стена, която се състои от отделна машинно филтриране на мрежовия трафик. Защитните стени са често срещани между машините, които са постоянно свързани към интернет.
Въпреки това, сравнително малко организации поддържат компютърни системи с ефективни системи за откриване, и още по-малко са организирани механизми за реагиране на място. Като резултат, Ройтерс посочва: „Компаниите губят повече чрез електронна кражба на данни, отколкото физическа кражба на активи“ Основната пречка за ефективно ликвидиране на престъпленията в кибернетичното пространство могат да бъдат проследени до прекомерната зависимост от защитни стени и други автоматизирани „откриване“ системи. И все пак това е основното събиране на доказателства чрез използване на уреди за улавяне на пакети, които поставят престъпниците зад решетките.

### Намаляване на уязвимостта
Въпреки че формалната проверка за коректността на компютърните системи е възможна, тя все още не е често срещана.
Криптографията приложена правилно е почти невъзможно да се пробие директно. За да е успешен пробива се изисква няколко не-криптографски входа, като откраднат ключ, откраднат прав текст „Distributed denial of service“, или някаква друга допълнителна информация.
Удостоверяването с два фактора е метод за намаляване на нерегламентирания достъп до системата или чувствителна информация. То изисква „нещо, което знаете“; парола или PIN, и „нещо, което имате“; карта, донгъл, мобилен телефон, или друга част от хардуера. Това увеличава сигурността, понеже неупълномощено лице ще се нуждае и от двете, за да получи достъп.
Социалното инженерство и атаките с директен достъп до компютъра (физически) могат да бъдат предотвратени само чрез не-компютърни средства, които могат да бъдат трудни за прилагане, по отношение на чувствителността на информацията. Дори в много дисциплинирана среда, като например във военните организации, атаките все пак могат да бъдат трудни за предвиждане и предотвратяване.
Възможно е да се намалят шансовете на някой хакер са чрез постоянното обновяване на системите, с помощта на скенер за сигурност и / или наемане на компетентни хора, отговарящ за сигурността.

### Сигурност чрез проектиране
Сигурност при проектирането, или алтернативно защитен по проект, означава, че софтуерът е разработен от началото за да бъде защитен. В този случай, сигурност се счита за основна характеристика.
Някои от техниките на този подход включват:
Принципът на най-малко привилегии, където всяка част от системата има само привилегиите, които са необходими за нейната функция. По този начин, дори когато атакуващият получава достъп до тази част, той има само ограничен достъп до цялата система.
- Автоматизирана теорема опитваща се да докаже верността на решаващи софтуерни подсистеми.
- Прегледи на код и единични тестове, подходи за да направят модулите по-защитени, когато формалните доказателства не са възможни.
- Отбраната в дълбочина, когато конструкцията е такава, че повече от една подсистема трябва да бъдат нарушавани да наруши целостта на системата и информацията, която притежава.
- Защитни настройки по подразбиране, дизайн за да „се провали защитен“, а не „се провали несигурна“ (виж безотказен за равностойността в техника за безопасност). В идеалния случай, системата следва да изисква една умишлена, съзнателно, знаещи и безплатно решение от страна на законните власти, за да се направи несигурни.
- Система за проследяване на дейността, когато се появи нарушаване на сигурността, на механизма и степента на нарушението може да бъде определена. Съхраняване на тези пътеки, където те могат да бъдат приложени, само за запазване на следите на нарушителите.
- Пълното разкриване на всички уязвими места, за да се гарантира, че „прозореца на уязвимост“ се поддържа възможно
- най-кратко, когато са открити бъгове.

### Архитектура на сигурност
Организацията Open Architecture Security определя ИТ архитектура за сигурност като „артефактите дизайн,
които описват как контрола за сигурност (контрамерки за сигурност), е позициониран, и как те се отнасят до цялата информационно технологична структура. Тези проверки имат за цел да се осигури качеството на системата атрибути: конфиденциалност, интегритет, наличност, отчетност и осигуряване на услуги“.
Технопедия дефинира структурата на сигурността като „единен дизайн за сигурност, който отговаря на нуждите и потенциалните рискове, свързани по определен сценарий. Той също така уточнява кога и къде да се прилага контрол за сигурност. Процесът на проектиране е обикновено възпроизводим.“
Ключовите характеристики на архитектурата на сигурност, са:
- на различни компоненти и как те зависят един от друг.
- определянето на органите за управление, основани на оценка на риска, добри практики, финанси, и правни въпроси.
- стандартизацията на контрол.

### Механизми за защита на хардуера
Докато хардуерът може да бъде източник на несигурност, например с микрочипове, въведени злонамерено по време на производствения процес, съществува и хардуер, базиран или подпомагащ компютърната сигурност, който предлага алтернатива на специализирания софтуер за компютърна сигурност. Използването на устройства и методи като доверени модулни платформи, задвижващи брави, USB портове, както и мобилният достъп могат да се считат за по-сигурни от физическия достъп (или сложни вратички за достъп). Всеки от тях е описан с повече подробности по-долу.
- USB донгъли обикновено се използват в схеми за лицензиране на софтуер за отключване на софтуерни възможности, но те също могат да се гледа като на начин да се предотврати неоторизиран достъп до компютър или друг софтуер на устройството. Донгълът, или ключът, по същество създава защитен криптиран тунел между софтуерното приложение и ключа. Принципът е, че схема за криптиране на приемника, като Advanced Encryption Standard (AES) осигурява по-силна мярка за сигурност. Друго приложение за сигурност за донгъли е да ги използвате за достъп до уеб-базирано съдържание като облак софтуер или виртуални частни мрежи (VPN мрежи). В допълнение, USB dongles може да бъде конфигуриран да заключите или отключите компютър.
- Trusted platform modules (TPMS) сигурни устройства чрез интегриране на криптографски възможности на устройства за достъп, чрез използването на микропроцесори, или така наречените компютри-на-чип. Техническите мерки за защита, използвани във връзка със сървъра от страна на софтуер предлагат начин за откриване и удостоверяване на хардуерни устройства, предотвратяване на неразрешения мрежа и достъп до данни.
- Откриване на проникване се отнася до ключ на бутон, който се задейства, когато един компютър случай се отваря. На фърмуера или BIOS е програмиран да покаже сигнал на оператора, когато компютърът е заредил следващия път.
- Drive locks са основно софтуерни инструменти за криптиране на хард дискове, което ги прави недостъпни за крадците. Инструментите съществуват специално за криптиране на външни устройства.
- Деактивирането на USB портове е опция за сигурност за предотвратяване на неоторизиран достъп и зловреден на иначе защитен компютър. Заразени USB донгъли, свързани с мрежа от компютър във вътрешността на защитната стена се разглеждат от Network World за най-честата хардуер заплаха пред компютърни мрежи.
- Мобилни устройства за достъп с активирана са все по-популярни, поради повсеместното характер на мобилни телефони. Вградени възможности като Bluetooth, по-новата Bluetooth ниска енергия (LE), Near Field Communication (NFC) относно неразпространението на IOS устройства и биометрични валидиране като палеца печат читатели, както и QR код четец софтуер, предназначени за мобилни устройства, което предлагаме нови, сигурни начини за мобилни телефони за връзка за достъп до системите за контрол. Тези системи за контрол предоставят компютърна сигурност и могат да се използват за контролиране на достъпа до осигуряване на сгради.

### Сигурни операционни системи
Един от използваните термини „компютърна сигурност“ се отнася до технология, която се използва за изпълнение на сигурни операционни системи. Голяма част от тази технология се основава на науката, разработена през 1980 г. и се използва за производството на това, което може да е някои от най-непробиваеми операционни системи всякога. Въпреки че все още е валиден, технологията е в ограничена употреба днес, най-вече защото тя налага някои промени в управлението на системата, а също и защото не е широко разпространен. Такива ултрасилни операционни системи са базирани на технологията на ядрото на операционната система, която може да гарантира, че определени политики за сигурност са абсолютно изпълнява в една операционна среда. Пример за такава политика Компютърна сигурност е модела на Bell-LaPadula. Стратегията се основава на свързване на специални функции микропроцесор хардуер, често с участието на звеното за управление на паметта, на специална правилно въведени операционна система ядрото. Това е основата за сигурна операционна система, която, ако някои критични части са проектирани и изпълнени правилно, може да се гарантира абсолютната невъзможност за проникване от враждебни елементи. Тази възможност е разрешена, защото конфигурацията не само налага политика на сигурност, но на теория напълно се предпазва от корупция. Обикновените операционни системи, от друга страна, не разполагат с функции, които осигуряват тази максимална степен на сигурност. Методологията на проекта за производство на такива сигурни системи е точна, детерминирана и логическа.
Системи проектирани с такава методология, състоянието на изкуството [изясняване необходими] на компютърната сигурност, въпреки че продуктите, използващи тази сигурност не са широко известни. В рязък контраст с повечето видове софтуер, те отговарят на спецификациите с проверими сигурност, сравнима със спецификации за размер, тегло и сила. Сигурни операционни системи, проектирани по този начин се използват основно за защита на националната сигурност на информацията, военни тайни, и данните от международни финансови институции. Това са много мощни инструменти за сигурност и много малко сигурни операционни системи са сертифицирани на най-високо ниво (Orange Book A-1), за да работят в диапазона на „Строго секретно“ да „некласифицирани“ (включително Honeywell SCOMP, USAF SACDIN, NSA черно и Boeing MLS LAN). Уверението за сигурност зависи не само от обосноваността на стратегията за дизайн, но също така и върху гарантирането на правилното прилагане и следователно има степени на сила сигурност, определено за COMPUSEC. Общите критерии количествено съдържание на сигурността на продуктите от гледна точка на два компонента, функционалност сигурността и нивото на осигуряване (като нива EAL), а последните са посочени в профил Защита на изискванията и на Target сигурност за описанията на продуктите. Нито един от тези свръх високо осигуряване на защитен с общо предназначение операционни системи са били произведени в продължение на десетилетия или сертифицирана по Common Criteria.
В САЩ език, терминът висока достоверност обикновено предполага, системата има правилните функции за сигурност, които се прилагат достатъчно енергично да защитава DoD и DOE класифицирана информация. Medium достоверност предполага, че може да се защити по-малко ценна информация, като например данък върху доходите информация. Сигурни операционни системи, проектирани да отговарят средните нива за устойчивост на функционалност за сигурност и увереност, са видели по-широко използване в рамките на двете правителствени и търговски пазари. Средни стабилни системи могат да предоставят същите функции за сигурност, по-високо, за осигуряване на сигурна операционни системи, но го правят по-ниско ниво за осигуряване (като Common Criteria нива EAL4 или EAL5). По-ниските нива означават можем да бъдем по-малко сигурен, че функциите на сигурността, са изпълнени безупречно, и следователно по-малко надеждни. Тези системи са намерени в употреба на уеб сървъри, охрана, сървъри за бази данни, както и домакини на управление и се използват не само за защита на данните, съхранявани на следните системи, но и да осигуряват високо ниво на защита на мрежови връзки и фрезови услуги.

### Защитно кодиране
Ако оперативната среда не е базирана на стабилна (сигурна) операционна система, способна да поддържа домейн за негова собствена екзекуция (унищожение), и способна да защити апликационния код от злонамерена подривна дейност, и способна за защита на система от неправилен код, тогава високите нива на сигурност са неразбираемо невъзможни.
Докато такива сигурни операционни системи са възможни и дори са били имплементирани (изпълнявани), повечето търговски системи се провалят в „ниско ниво на сигурност“ категория, защото те разчитат на характеристики, които не се поддържат от защитни операционни системи (като преносимост, и други). В слаби защитни оперативни среди, апликациите трябва да разчитат на своя собствена защита. Има „най-добри“ защитни кодиращи
практики, които могат да бъдат посочени да направят апликация по-устойчива на злонамерена подривна дейност.
В търговски среди, мнозинството от софтуерни уязвимости на подривна дейност са резултат от няколко на брой вида кодови дефекти. Често срещани дефекти включват препълвания на буфер, уязвимости при форматиране, сливане на цели числа и кодови/командни инжекции. Тези дефекти могат да бъдат използвани да предизвикат таргет системата да екзекутира (унищожи) предполагаеми данни. Въпреки това „данните“ съдържат инструкции за унищожение, позволяващи на атакуващия да спечели контрол над процесора.
Някои често срещани езици като С и С++ са уязвими на всички тези дефекти. Други езици, като Java, са по-устойчиви на някои дефекти, но са още податливи на кодова/командна инжекция и други софтуерни дефекти, които улесняват подриването.
Друга лоша кодова практика се случва, когато предмет бива изтрит по време на нормална операция, въпреки това програмата неглижира да подобри които и да е асоциирани указатели на памет, които потенциално предизвикват нестабилност в системата когато локацията е препратена отново. Това се нарича „висящ показалец“.
Няма теоретичен модел на „защитно кодирани“ практики, нито е и възможно, защото кодът и данните главно имат тенденцията да има някаква форма на дефект.

### Способности и списъци за контрол на достъпа
В компютърните системи, две от няколкото защитни модели способни на налагаща привилегия чрез откъсване са достъпни до контролни листа и способна базирана защита(ACLs). Използвайки тези (АCLs) за да ограничат програми, които е доказано, че са незащитени (несигурни) в много ситуации, като ако хостващият компютър може да бъде измамен в индиректно разрешаване на рестриктивен файлов достъп, проблем познат като „проблема на объркания заместник“. АСLs даващи достъп на предмет само за една персона никога не може да се гарантира в практиката.
Способностите в повечето случаи са забранени да разучават операционните системи, докато търговските ОSs още използват ACLs. Тези способности могат да бъдат имплементирани в нивото на език, водещи до стил на програмиране, който е същевременно усъвършенстване на стандартната обектно-ориентиран дизайн. Отворен сорс проект в област е Е езика.
Най-сигурните защитни компютри са тези, които не са свързани с интернет и са защитени от външна намеса. В истинския свят, най-сигурните системи са операционните системи, където защитата не е „Add-on“.

## В отговор на нарушения
Отговарянето чрез сила на направени нарушения е често много трудно поради редица причини:
Индентифицирането на нападателите е трудно, защото те са често в различна юрисдикция спрямо системите, които те целят да нарушат, и оперират чрез проксита, постоянни анонимни акаунти, безжични връзки, и други анонимни процедури, които правят проследяването трудно и те често са локализирани в друга юрисдикция. Ако те успешно пробият защитата, те често са способни да изтрият логванията и да изтрият техните следи.
Органите на реда са често незапознати с информационната технология, и изостават в уменията да преследват атакърите. Също така има и бюждетни ограничения. Водят се спорове, че скъпо струващата технология като ДНК проверките, и подобренията в криминалистиката означават по-малко парични средства за други правноприложни сектори. Индентификацията на атакуващите сред мрежа може да изисква логвания от различни точки в самата мрежа и от много държави, разпространението на тези записи до правноприлагащите орагни изисква съдебна заповед и зависещо от обстоятелствата, законови процедури могат да бъдат пречка, където записите могат да бъдат или унищожени, или самата информация да бъде нерелевантна.
Чистият номер на направени атаки е толкова висок, че организациите не могат да отделят време да проследят всеки нападател по отделно. Връзката ще бъде атакувана поне няколко пъти на ден. Важно е да се отбележи, че повечето от тези атаки са правени от автоматизирани уязвими скенери и „компютърни червеи“

### Лаборатория Рим
През 1994 г. са направени над сто прониквания на неидентифицирани хакери в лаборатория Рим, основното съоръжение за командване и изследвания на американските военновъздушни сили. Използвайки троянски коне, хакери са успели да получат неограничен достъп до мрежови системи на Рим и да премахнат следите от тяхната дейност. Нарушителите са успели да получат секретна информация, като например данни за системите за поръчка на въздушни задачи и освен това са били способни да проникнат в свързаните мрежи на Националната Въздушна и Космическа Администрация, космически летателен център Годард, военно въздушната база Райт Патерсън, някои доставчици на
министерството на отбраната и други организации от частния сектор, представяйки се за доверен потребител на центъра Рим.

### TJX изгубиха данните на кредитните карти на 45,7 милиона потребители
В началото на 2007 г., American Apparel и компанията за домашни стоки TJX обявиха, че са станали жертва на неразрешено проникване в компютърните им системи и хакерите са имали достъп до системите, които съхраняват данни за кредитни карти, дебитни карти, чекове, както и сделките за връщане на стоки.

### Stuxnet атака
Компютърният червей познат като Stuxnet съобщава, че са разрушени почти една пета от иранските ядрени центрофуги чрез разрушаване на промишлени програмируеми логически контролери (PLC) с целенасочена атака, която обикновено се смята, че е стартирана от Израел и Съединените щати, въпреки че никой не е признал публично за това.

### Глобален надзор на оповестяванията
В началото на 2013 г. бяха разкрити масивни нарушения на компютърната сигурност на NSA, включително поставяне на задна вратичка в NIST стандарта за криптиране и подслушване на връзките между центровете за данни на Google. Те бяха разкрити от контрактора на NSA Edward Snowden.

### Нарушения в Target и Home Depot
През 2013 г. и 2014 г. руски/украински хакерски пръстен познат като „Rescator“ проникнал в компютрите на Target Corporation през 2013 г., открадвайки около 40 million кредитни карти, и после в комщютрите на Home Depot през 2014 г., открадвайки между 53 и 56 милиона номера на кредитни карти. Предупреждения са били изпратени и до двете компании, но са били игнорирани; смята се, че голяма роля са изиграли нарушения на физическата сигурност използващи машини за самообслужване. „Зловредният софтуер, който е използван е абсолютно неподправен и безинтересен“, казва Джим Уолтър, директор разузнавателни операции на заплахи в технологичната компания за сигурност McAfee – което означава, че обирът лесно е можел да бъде спрян от съществуващия антивирусен софтуер, като администраторите само е трябвало да отговорят на предупрежденията. Размерът на
кражбите е довел до голямо внимание от страна на щатските и федерални власти на САЩ и разследването продължава.

### Правни въпроси и световна регулация
Колизията на нормите в киберпространството се превърна в основна причина за безпокойство за компютърна сигурност на общността. Някои от основните предизвикателства и оплаквания на антивирусна индустрията са липсата на глобални уеб регламенти, глобална база от общи правила, за да се преценят, и в крайна сметка накажат, кибер престъпленията и киберпрестъпниците. Няма глобален закон в кибернетичното пространство, който може да бъде използван за прилагането на световните проблеми с киберсигурността.
Международните правни въпроси по отношение на кибератаките са сложни по своята същност. Дори и ако една антивирусна фирма е локализира кибер престъпниците зад създаването на конкретен вирус или парче зловреден софтуер или форма на кибер атака, често местните власти не могат да предприемат действия поради липса на закони, по които да се преследват. Авторство авторството за престъпленията в кибернетичното пространство и кибератаките е основен проблем за всички правоприлагащи органи.
"[Компютърните вируси] преминават от една страна в друга, от една юрисдикция в друга – се движат по целия свят, използвайки факта, че ние нямаме възможност да извършваме глобални полицейски операции като тази. Така Интернет е като че ли някой е дал безплатни самолетни билети на всички онлайн престъпниците по света."Използване на динамичен DNS, бърз поток и бронирани сървъри допълнително са усложнили това положение.

### Правителство
Ролята на правителството е да направи регламенти, които да принудят фирми и организации да защитя техните системи, нфраструктура и информация от всички кибератаки, но също така и за защита на собствената си национална инфраструктура, като например националната електропреносна-мрежа.
Въпросът за това дали правителството трябва да се намеси или не в регулацията на киберпространството е много полемичен. Всъщност, за толкова дълго, колкото тя е съществувала и по дефиниция, киберпространството е виртуално място, без каквато и да е правителствена намеса. Къде всички са съгласни, че подобрението на киберсигурността е с повече от жизненоважно значение, и че правителството най-добър участник, за да се реши този проблем? Много държавни служители и експерти смятат, че правителството трябва да се намеси и че има належаща нужда от регулация, главно поради неуспеха на частния сектор, да реши ефективно проблема с киберсигурността. Р. Кларк заяви по време на дискусия на конференцията RSA Security в Сан Франциско, че той вярва, че „индустрията реагира само когато е заплашена от регламент. Ако индустрията не реагира (на заплахата), вие трябва да ги последвате."От друга страна, мениджъри от частния сектор са съгласни, че са необходими подобрения, но смятат, че намесата на държавата ще се отрази на способността им за иновации ефективно.

## Действия и екипи в САЩ

### Законодателство
От 1986 г. 18 U.S.C. § 1030, по-известен като закон за компютърните измами и злоупотреби е ключовото законодателство. Той забранява неоторизиран достъп или повреда на „защитени компютри“, както е определено в 18 USC § 1,030 (д) (2).
Въпреки че различни други мерки са предложени, като например „Закон за киберсигурност 2010 г. – S. 773“ през 2009 г., „Международния акт за сътрудничество за отчитане на киберпрестъпността – HR4962“ и „Закона заащита на киберпространството като национален актив от 2010 г. – S.3480“ през 2010 г. – никой от тях не е успял.
Изпълнителна заповед 13636 Подобряване на критичната инфраструктура на киберсигурността е подписан 12 февруари 2013 г.

### Агенции

#### Вътрешна сигурност
В Министерството на вътрешната сигурност има специален участък, отговорен за системата за реагиране, програмата за управление на риска и изисквания за киберсигурността в Съединените щати, наречен Национален отдел киберсигурност. Отделът е дом на US-CERT операции и Националната киберсистема за предупреждение. Националния център за
интеграция на киберсигурността и съобщенията обединява правителствени организации, които отговарят за защита на компютърните мрежи и мрежова инфраструктура.

#### ФБР
Третият приоритет на Федералното бюро за разследване (ФБР) е: „Да се защити САЩ от кибер-базирани атаки и високо-технологични престъпления“, и те, заедно с Националния криминален център (NW3C), и Бюрото за подпомагане на правосъдието (BJA) са част от групата на множеството агенции със специални задачи, Център за жалби от интернет престъпления, известен също като IC3.
В допълнение към своите специфични задължения, ФБР участва заедно с организации с нестопанска цел като InfraGard.

#### Министерство на правосъдието
В криминалният отдел на Министерството на правосъдието на САЩ работи подразделение наречено Отдел за компютърни престъпления и интелектуална собственост (CCIPS). CCIPS е отговорен за разследване на компютърни престъпления и престъпления с интелектуалната собственост и е специализирана претърсването и изземането на цифрови данни в компютри и мрежи.

#### USCYBERCOM
Киберподразделението на САЩ, познато също като USCYBERCOM е натоварено със защитата на определени от Министерството на отбраната информационни мрежи и „гарантира свободата на действие в киберпространството на САЩ и техните съюзници и забранява същото на нашите противници." Той не играе никаква роля в защита на гражданските мрежи.

#### FCC
Ролята на Федералната комисия по
комуникациите (FCC) на САЩ в киберсигурността е да се засили защитата на критична комуникационна инфраструктура, да съдейства за поддържане на надеждността на мрежите по време на бедствия, за да се подпомогне бързото възстановяване след това, и да се гарантира, че органите за първа помощ имат достъп до ефективни комуникационни услуги.

#### Екип за спешна компютърна готовност
Компютърен екип за спешно
реагиране е име дадено на експертните групи, които се занимават с инциденти свързани с компютърната сурност. В САЩ съществуват 2 отделни организации, въпреки че те не работят в тясно сътрудничество.
- US-CERT: част от Националния отдел за кибер сигурност на Министерството на вътрешната сигурност на САЩ.[32]
- CERT/CC: създадена от Агенцията за защита на авангардни изследователски проекти (DARPA) и управлявана от Софтуерния инженерен институт (SEI).

## Международни действия
Съществуват много различни екипи и организации, включително:
Форумът за отговор на инциденти и екипи за сигурност (FIRST) е глобална асоциация на CSIRT. US-CERT, AT&T, Apple, Cisco, McAfee, Microsoft са членове на този международен екип.
Съветът на Европа подпомага защитата на обществата по света от заплахата от киберпрестъпността чрез Конвенцията за престъпленията в кибернетичното пространство.
Целта на Работната група за събщения за борба със злоупотребите (MAAWG) е да накара хората от индустрията на съобщенията да работят съвместно и успешно да се справят с различните форми на съобщения, които злоупотребяват, като спам, вируси, атаки за отказ от услуги и др. Начини за експлоатиране на съобщенията. France Telecom, Facebook, AT&T, Apple, Cisco, Sprint са някои от членовете на MAAWG.
ENISA: Европейска агенция за информационна и мрежова сигурност (ENISA) е агенция от Европейския съюз, която има за цел да се подобри мрежовата и информационната сигурност в Европейския съюз.

### Германия

#### Берлин стартира инициатива за национална киберзащита
На 16 юни 2011 г., министърът на вътрешните работи на Германия, официално откри новия германски NCAZ (Национален център за киберзащита) Nationales Cyber-Abwehrzentrum, който се намира в Бон. NCAZ тясно си сътрудничи с BSI (Федерална служба за информационна сигурност) Bundesamt für Sicherheit in der Informationstechnik, BKA (Федерална полицейска организация) Bundeskriminalamt (Deutschland), BND (Федералната служба за разузнаване) Bundesnachrichtendienst, MAD (Служба за военно разузнаване) Amt für den Militärischen Abschirmdienst и други национални организации в Германия, полагащи грижи за аспекти на националната сигурност.
Според министъра основната задача на новата организация, основана на 23 февруари 2011 г., е да се открият и предотвратят нападения срещу националната инфраструктура и споменатите инциденти като Stuxnet.

### Южна Корея
След кибератаките през първата половина на 2013 г., когато правителството, новинарски медии, телевизионни станции, както и банкови сайтове са били компрометирани, националното правителство се ангажира с обучението на 5000 нови експерти по киберсигурността до 2017 г.
Правителството на Южна Корея обвини северната си съседка за тези атаки, както и
инциденти, настъпили през 2009 г., 2011 г., и 2012 г., но Пхенян
отрича обвиненията.

### Индия
Националната политика за киберсигурност 2013 е политическа рамка от Отдела за електроника и информационни технологии (DeitY), който има за цел да защити обществения и частния инфраструктура от кибернетични атаки, и да защитава „информация, като например лична информация (от потребителите), финансова и банкова информация и суверенна данни“.
Закона за индийските компании от 2013 г.
също така въведе задължения по отношение на кибер правото и кибернетичната
сигурност от страна на индийските директори.

### Канада
На 3 октомври 2010 г. Public Safety
Canada представи стратегия за киберсигурност на Канада, след поетото с речта от Престола задължение да засили сигурността на канадското киберпространството. Целта на стратегията е да се засилят „кибернетични системи на Канада и критичните инфраструктурни сектори, да се подкрепи икономическия растеж и да защити на канадците, когато те се свързват помежду си и към света.“ Три основни стълба определят стратегията: осигуряването на държавните системи, партнирайки си за осигуряване на жизненоважни кибернетични системи извън федералното правителство, и да помогнете на канадците да да бъде защитен онлайн. Стратегията включва множество отдели и агенции в цялото държавно управление на Канада. Рамката за управление на киберинциденти в Канада очертава тези отговорности, и предвижда план за координирана реакция между правителството и други партньори в случай на кибернетични инциденти. В Плана за действие за периода 2010 – 2015 г. за стратегия за киберсигурност Канада очертава текущото изпълнение на стратегията.
Канадският център за отговор на кибер инциденти (CCIRC) е отговорен за смекчаване и реагиране на заплахи за критичната инфраструктура и кибернетични системи на Канада. CCIRC осигурява подкрепа за смекчаване на киберзаплахите, техническа поддръжка, за да се реагира и да се възстанови от целенасочени атаки в кибернетичното пространство, както и осигурява онлайн инструменти за членовете на критични инфраструктурни сектори на Канада. CCIRC публикува редовни бюлетини за кибрнетичната сигурност на Канада на уебсайта на Канадската публична сигурност. CCIRC също така използва и онлайн инструмент за докладване, когато частни лица и организации могат да съобщават за инцидент в кибернетичното пространство. Стратегията на киберсигурността на Канада е част от по-голям, интегриран подход към защитата на критичната инфраструктура, и функционира като дублиращ документ към Националната стратегия и план за действие за критичната инфраструктура.
На 27 септември 2010 г., Публична безопасност на Канада партнира с STOP.THINK.CONNECT, коалиция от частния сектор с нестопанска цел и правителствените организации, посветени на информиране на широката общественост за това как да се защитят онлайн. На 4 февруари 2014 г., правителството на Канада стартира програма за сътрудничество за киберсигурността. Програмата представлява петгодишна инициатива, при която $1.5 милиона са насочени към подобряване кибернетични системи на Канада чрез субсидии и вноски за проекти в подкрепа на тази цел. Публична безопасност на Канада има за цел да започне оценка на Стратегията за киберсигурност на Канада в началото на 2015 г. Публична безопасност на Канада администрира и рутинно актуализира портала GetCyberSafe за канадските граждани, и през месец Октомври извършва осведомяване за киберсигурността.

### България
Според българското законодателство „компютърната сигурност представлява система от мерки за сигурност, прилагани с цел осигуряване на конфиденциалност, интегритет и достъпност на класифицираната информация в АИС или мрежата. Тези мерки за сигурност се реализират чрез възможностите на техническите и програмните средства на компютърните системи и на специализирани средства“

## Национални екипи
Посочени са основните екипи за незабавно реагиране при компютърни инциденти (CERT) по целия свят. Всяка страна има свой собствен екип за защита на сигурността на мрежата. На 27 февруари 2014 г. е създаден китайският ръководен екип за поддържане сигурността на мрежите и информационните технологии. Ръководният екип ще бъде фокусиран върху националната сигурност, дългосрочното развитие и координиране на основните въпроси, свързани със сигурността на мрежата и информационните технологии при изследвания в икономически, политически, културен, социален и военен план. Екипът също така ще осигури разработване на стратегия за сигурност на мрежата и информационните технологии, както и планиране и основна макроикономическа политика, насърчаваща националната сигурност на мрежата и закона за защита на информационните технологии и постоянно се засилва капацитетът за сигурност.

### Европа
CSIRT (Computer Security Incident Response Team) екипите в Европа си сътрудничат с оперативни групи от TERENA (Trans-European Research and Education Networking Association – Трансевропейска асоциация за изследователски и образователни мрежи) TF-CSIRT. TERENA's Trusted Introducer service (организация за въвеждане на акредитация на TERENA) предоставя схема за акредитиране и сертифициране на екипите за реагиране срещу компютърни инциденти (CSIRTs) в Европа. Пълен списък на известни CSIRTs в Европа е на разположение на уебсайта на организацията „Trusted Introducer“.

## Съвременна кибервойна
Нуждата от киберсигурност нараства главоломно, тъй като все повече информация и технологии се предоставят в киберпространството. Налице е нарастващо безпокойство сред правителствата по отношение на това, че виртуалното пространство ще се превърне в следваща сцена за военни действия. По този начин и Марк Клейтън от „Крисчън Сайънс Монитор“ (Christian Science Monitor-американски ежедневник) описва в статията си, озаглавена „The New Cyber Arms Race (Ново поколение кибератаки)“:
| „ | В бъдещето войните няма да бъдат водени от войници с оръжие или чрез самолети бомбардировачи. Война ще се започва с едно щракване на мишката на другия край на света, отприщвайки внимателно превърнати в оръжие компютърни програми, които нарушават или унищожават критични индустрии като комунални услуги, транспорт, комуникации и енергетика. Подобни атаки биха могли също така да деактивират военни мрежи, които контролират движението на войски, пътят на реактивни изтребители, командването и контролът на военни кораби. | “ |
| л | |   |

Това е довело до въвеждане на нови термини като „кибервойна“ и „кибертероризъм“. Все повече и повече критичната инфраструктура се контролира чрез компютърни програми, които както същевременно повишават ефективността, така и откриват нови уязвими звена. Тест ще се проведе да се установи дали правителства и корпорации, които контролират критичните системи като енергетика, комуникации и друга информация, ще имат възможност да предотвратят атаки преди те да се появят. Както Джей Крос, главният учен на Internet Time Group, отбелязва: „Взаимната свързаност води до уязвимост.“

## „Пазарът“ на киберсигурността на работното място
Киберсигурнността е бързо развиваща се сфера на ИТ по отношение на намаляването на риска от хакване и нарушаване на данни в организациите. Търговски, правителствени и неправителствени организации се занимават професионално върху осигуряване на киберсигурност. Въпреки това, използването на термина „киберсигурност“ е по-разпространено при описание на държавни длъжностни характеристики.
Обикновено работните длъжности и характеристиките по отношение на киберсигурността включват:

### Анализатор на сигурността
Анализира и оценява уязвимите звена в инфраструктурата (софтуер, хардуер, мрежи), изследва наличните инструменти, осигурява контрамерки за отстраняване на откритите слаби места и препоръчва решения и най-добри практики. Анализира и оценява щетите данни/ инфраструктура в резултат на инциденти със сигурността, разглежда наличните инструменти и процеси за възстановяване и препоръчва решения. Проверява спазването на политиките и процедурите за сигурност. Може да помогне в създаването, изпълнението и/или управлението на решения за сигурност.

### Инженер по сигурността
Извършва мониторинг на сигурността, сигурност и анализиране на информация/логове, както и криминалистичен анализ с цел откриване на инциденти в сигурността и осигуряване на адекватно реагиране на инциденти. Разучава и използва нови технологии и процеси за подобряване на възможностите за сигурност и внедряване на подобрения. Може също така да преглежда кодове или да използва други засягащи сигурността инженерни методики.

### Архитект по сигурността
Проектира система за сигурност или основни компоненти на системата за сигурност и може да оглави екип за проектиране на нова система за сигурност.

### Администратор по сигурността
Инсталира и управлява системите за сигурност в цялата организация. Може също така да поеме някои от задачите на анализатора на сигурността в по-малки организации.
Главен информационен служител по сигурността (CISO)
Ръководна длъжност на високо равнище, която отговаря за цялостно разделяне на информационна сигурност /персонал. Позицията може да включва практическа техническа работа.

### Главен служител по сигурността (CSO)
Ръководна длъжност на високо равнище, отговарящ за цялостно разделяне на сигурност/персонал. По-нова позиция и понастоящем се счита за необходима, тъй като рисковете по отношение на сигурността растат.

### Консултант на сигурност/Специалист/Интелигентност
Широките заглавия, които обхващат всеки един или всички други роли/заглавия, натоварени със задачата да защитават компютри, мрежи, софтуер, данни и/или информационни системи срещу вируси, червеи, шпионски софтуер, злонамерен софтуер, засичане на проникване, неоторизиран достъп, атаки, водещи до отказ на услуга, както и все по-голям списък от атаки на хакери, действащи самостоятелно или като част от организирана престъпност или чужди правителства.
Студентски програми са на разположение за хората, които се интересуват от кариера в киберсигурността. В същото време, гъвкав и ефективен вариант за професионалисти по отношение на информационната сигурност на всички опитни нива продължават да се обучават онлайн по сигурността, включително уебкаст.

## Терминология
Следните термини, използвани във връзка с инженерни системи за сигурност са обяснени по-долу:
- Разрешението за достъп ограничава достъпа до компютъра до определена група потребители чрез използване на системи за проверка на автентичността. Тези системи могат да защитават или целия компютър – като например чрез интерактивен вход или чрез индивидуални услуги, като например FTP сървър. Има много методи за идентифициране и удостоверяване на потребители, като пароли, идентификационни карти, а напоследък, смарт карти и биометрични системи.
- Антивирусният софтуер се състои от компютърни програми, които се опитват да идентифицират, заловят и премахнат компютърни вируси и друг зловреден софтуер.
- Приложения с известни недостатъци по отношение на сигурността не би трябвало се движат. Има няколко варианта: или да се оставят изключени ако могат да бъдат поправени или да се изтрият и да се заменят с други приложения. Публично известен недостатък е основният подход при проникване на червеи, които автоматично навлизат в системата и се разпространяват в други свързани системи. Уебсайтът по сигурност Secunia предоставя инструмент за търсене за непоправени известни недостатъци в популярни продукти.
- За да се гарантира, че комуникационните крайни точки са тези, които казват че са, могат да бъдат използвани техники за автентифициране.
- Автоматизирана теорема за доказване и други инструменти за проверка могат да позволят на критичните алгоритми и кодове, използвани при сигурни системи да бъдат математически доказани по такъв начин, че да отговорят на техните спецификации.
- Архивите (backups) са начин за осигуряване на информация; те са още едно копие на всички важни компютърни файлове, което се съхранява на друго място. Тези файлове се съхраняват на твърди дискове, CD-R, CD-RW дискове, касети и по-скоро на „облака“.
- Препоръчителните места за архивиране са огнеупорни, водоустойчиви и термоустойчиви или отделно място извън това, в което оригиналните файлове се съдържат. Някои частни лица и фирми също пазят архивите си в сейфове в банкови трезори. Има и четвърти вариант, който включва използването на една от службите за файл хостинг, при който файловете на архива са в Интернет както за бизнес, така и за физически лица. Известен е като „облак“.
- Архивите са също важни по причини, различни от сигурността. Природни бедствия, като земетресения, урагани, торнадо може да ударят сградата, където се намира компютърът. Сградата може да бъде опожарена или взривена. Това налага скорошно и често архивиране на алтернативно сигурно място в случай на такъв вид бедствие. Освен това се препоръчва алтернативното разположение да бъде отдалечено и да не може да бъде засегнато от същото бедствие. Примери за места за възстановяване от бедствия се редуват с компрометирани от същото бедствие, което е засегнало основното място, включващи първична локализация в World Trade Center I и мястото на възстановяване в 7 World Trade Center, и двете от които са били унищожени при нападението 9/11 и са имали една първична локализация и възстановяваща такава в същия крайбрежен район, което води до това, че двете локализации са уязвими по отношение на щети от ураган (например, първичното място в Ню Орлиънс и мястото на възстановяване в Джеферсън Париш са били ударени от урагана Катрина през 2005 г.). Медиите, използвани за архивиране трябва да бъдат придвижени между географските обекти по сигурен начин, за да се попречи евентуална кражба.
- Техниките за контрол на списъка за контрол на достъпа и способностите могат да бъдат използвани за да се гарантира разделяне на привилегията и задължителен контрол на достъпа. В този раздел се обсъжда тяхното използване.
- Верига на доверителните техники може да бъде използвана за да се опита да се гарантира, че всички заредени софтуери са сертифицирани като автентични от проектантите на системата.
- Конфиденциалността е неразкриване на информация с изключение на друго упълномощено лице.
- Криптографски техники могат да бъдат използвани за да се защитят данните при пренос между системи, намалявайки вероятността данните, обменяни между системите да могат да бъдат засечени или модифицирани.
- „Кибервойната“ е интернет-базиран конфликт, който включва политически мотивирани атаки срещу информацията и информационните системи. Подобни атаки могат, например, да деактивират официални уебсайтове и мрежи, да нарушат или деактивират услуги от първа необходимост, да крадат или изменят класифицираната информация, както и да парализират финансови системи.
- Запазване на целостта на данните се изразява в точността и последователността на съхраняваните данни, посочени от липса на промяна в данните между две актуализации при запис на данни.

Криптографските техники включват преобразуване на информация, кодирането ѝ, така че тя става нечетима по време на предаването. Крайният получател може да разчете съобщението; в идеалния случай, подслушвачите не могат.
- Криптирането се използва за осигуряване на защита на съобщение от очите на другите. Криптографските защитни шифри са предназначени да направят някакъв практически опит за неосъществим пробив. Симетричните ключове шифри са подходящи за групово криптиране, използвайки споделени ключове и публични ключове за криптиране, които използват цифрови сертификати и могат да осигурят практическо решение за проблема на шифрована комуникация, когато предварително не е споделен ключ.
- Софтуер за сигурност в крайна точка помага при мрежи за предотвратяване на изтегляне (кражба на данни) и вирусна инфекция при мрежовите входни точки, които са уязвими поради разпространението на потенциално заразени преносими компютърни устройства като лаптопи и мобилни устройства и външни устройства за съхранение, като например USB памет.
- Защитните стени са важен метод за контрол и сигурност в Интернет и други мрежи. Мрежовата защитна стена може да бъде комуникационен процесор, обикновено рутер, или специален сървър, заедно със защитен софтуер. Защитната стена служи като система за контролиран достъп, която защитава вътрешните мрежи и други компютърни мрежи на дружеството от проникване чрез осигуряване на филтър и безопасна точка за прехвърляне на данни, както и за достъп до и от Интернет и други мрежи. Те преглеждат целия мрежов трафик за правилните пароли или други кодове за сигурност и позволява само оторизирано предаване в и извън мрежата. Защитните стени могат да възпрат, но не и напълно да предотвратят неоторизиран достъп (хакерство) в компютърни мрежи; те могат също така да предоставят известна защита от онлайн проникване.
- „Буркани с мед (honey pots)“ са компютри, които са умишлено или неволно оставени уязвими за атаки на кракери. Те могат да се използват за залавяне на кракери или за коригиране на уязвими звена.
- Системите за откриване на проникване могат да сканират мрежа за хора, които са в мрежата, но не би трябвало да са там, или правят неща, които не трябва да правят, например опитват много пароли за достъп до мрежата.
- Микроядрото е почти минимален по размер софтуер, който може да осигури механизмите за прилагане на една операционна система. Той се използва единствено за осигуряване на много ниско ниво, много точно определен машинен код, върху който може да се разработи една операционна система. Един прост пример е от началото на 90-те GEMSOS (Gemini Computers), които предоставиха изключително ниско ниво машинен код, като например „сегмент“ за управление, на върха на който може да бъде построена операционната система. Теорията (в случая на „сегменти“) беше, че наличието на операционна система води до притеснения при задължителното разделяне на достъпа посредством означаване във военен стил-по-безопасно е, ако е на ниско ниво с независим контролен модул и може да се зарежда само с управлението на индивидуално маркирани сегменти, които да бъдат „сегменти“ на паметта или „сегменти“ на файловата система, както и изпълними текстови „сегменти“. Ако софтуера под видимостта на операционната система (както е в този случай), е натоварен с общо обозначаване няма теоретично надеждно средство за един умен хакер да разруши схемата на обозначаване, тъй като операционната система сама по себе си не предоставя механизми за намеса в обозначаването: операционната система е по същество един клиент („приложение“, може би) на върха на микроядрото и като такова предлага неговите ограничения.
- Прекъсване. Приложението за прекъсване може да бъде използвано от потенциални кракери за да открият дали един IP адрес е достижим. Ако кракер намери компютър, те могат да опитат да стартират сканиране за откриване и за атакуване на услуги на този компютър.
- Информираността в социалното инженерство поддържа служителите нащрек за опасностите, възникващи от социално инженерство и/или като политика за предпазване на място на социалното инженерство за да може да намалят успешните нарушения на мрежата и сървърите.